# Ubuntu GNOME
Ubuntu GNOME fue un sistema operativo basado en GNU/Linux y que se distribuía como software libre. Era un derivado oficial de Ubuntu pero en vez de usar el entorno de escritorio Unity, que Ubuntu adoptó a partir de su versión 11.04, usaba GNOME hasta su cambio oficial.
Su primera versión estable estuvo basada en Ubuntu 12.10.

## Versiones
| Versión sin soporte |

| Versión   | Nombre en clave  | Fecha de lanzamiento  | Con soporte hasta | Observaciones |
| --------- | ---------------- | --------------------- | ----------------- | --- |
| 12.10     | Quantal Quetzal  | 18 de octubre de 2012 | Mayo de 2014      | Primera versión. |
| 13.04     | Raring Ringtail  | 26 de abril de 2013   | Enero de 2014     | - Firefox sustituye a GNOME Web (Epiphany) como navegador predeterminado. - El "Ubuntu Software Center" y "Update Manager" sustituye a "GNOME Software (gnome-packagekit)". - LibreOffice 4.0 estuvo disponible de manera predeterminada en lugar de Abiword y Gnumeric. |
| 13.10     | Saucy Salamander | 17 de octubre de 2013 | Julio de 2014     | GNOME 3.8 |
| 14.04 LTS | Trusty Tahr      | 17 de abril de 2014   | Abril de 2017     | Versión LTS (Soporte técnico extendido) |
| 14.10     | Utopic Unicorn   | 23 de octubre de 2014 | Julio de 2015     | - GNOME 3.10 - gnome-maps y gnome-weather instalados por defecto. - Sesión de GNOME Classic incluida, seleccionable en el inicio. |
| 15.04     | Vivid Vervet     | 23 de abril de 2015   | Febrero de 2016   | - GNOME 3.14 |
| 15.10     | Wily Werewolf    | 21 de octubre de 2015 | Julio de 2016     | - GNOME 3.16 |
| 16.04 LTS | Xenial Xerus     | 21 de abril de 2016   | Abril de 2019     | - GNOME 3.18 |
| 16.10     | Yakkety Yak      | 12 de octubre de 2016 | Julio de 2017     | - GNOME 3.20 |
| 17.04     | Zesty Zapus      | 13 de abril de 2017   | Enero de 2018     | - GNOME 3.24 |

## Instalación

### Requisitos
Características mínimas para la instalación de Ubuntu GNOME 17.04:
- Procesador a 1000 MHz.
- Memoria RAM de 1.5 GB.
- 10 GB de espacio libre en el disco duro.
- Un lector de CD/DVD o un puerto USB para el dispositivo de instalación.
- Conexión a Internet útil pero no imprescindible (para instalar actualizaciones durante la instalación del sistema).

### Imágenes ISO oficiales
Las imágenes ISO de Ubuntu GNOME pueden descargarse desde los servidores de Ubuntu, y están disponibles para sistemas de 32 y 64 bits. Se pueden descargar tanto por descarga directa como por la red P2P Torrent, reduciendo así la carga de los servidores.